# Syrrhopodon chenii
Syrrhopodon chenii är en bladmossart som beskrevs av William Dean Reese och Lin Pan-juan 1989. Syrrhopodon chenii ingår i släktet Syrrhopodon och familjen Calymperaceae. Inga underarter finns listade i Catalogue of Life.